# Тіффані Мейсон
Кіша Машоун Крістенсон (Keesha Mashawn Christenson; нар. 20 січня 1982, Фінікс, Арізона, США), відома як Тіффані Мейсон (англ. Tiffany Mason) — американська порноакторка.

## Життєпис
В порноіндустрію потрапила в 2000 році, коли їй було 18 років. У 2002 році змінила псевдонім на Taya, підписавши ексклюзивний контракт з порностудією «Vivid Video».
З 2000 по 2005 рік знялася в 108 порнофільмах.

## Нагороди та номінації
| Рік  | Церемонія  | Результат | Нагорода             |
| ---- | ---------- | --------- | -------------------- |
| 2001 | AVN Awards | Номінація | Краща нова старлетка |
| 2001 | XRCO Award | Номінація | Cream Dream          |